# دايفيد نيفيل
دايفيد نيفيل (بالإنجليزية: David Neville)‏ (و. 1984  م) هو عداء سريع، من الولايات المتحدة، ولد في ميريلفيل، شارك في الألعاب الأولمبية الصيفية 2008.

## روابط خارجية
- دايفيد نيفيل على موقع الاتحاد الدولي لألعاب القوى (الإنجليزية)
- دايفيد نيفيل على موقع الاتحاد الأمريكي لسباقات المضمار والميدان (الإنجليزية)
- دايفيد نيفيل على موقع الدوري الماسي (الإنجليزية)
- دايفيد نيفيل على موقع أوليمبيديا (الإنجليزية)
- دايفيد نيفيل على موقع اللجنة الأولمبية والبارالمبية الأمريكية (الإنجليزية)